# Manuel Ortega Ocaña
Manuel Ortega Ocaña (Jaén, 7 de julio de 1981) es un ciclista español.
Debutó como profesional con el equipo Andalucía-Cajasur en 2006. En 2010 obtuvo la victoria en la prueba no oficial del Criterium Ciudad de Jaén.

## Palmarés
2009
- 1 etapa del GP Paredes Rota dos Moveis

## Resultados en Grandes Vueltas
| Carrera | Carrera         | 2006 | 2007  | 2008 | 2009 | 2010  | 2011 |
| ------- | --------------- | ---- | ----- | ---- | ---- | ----- | ---- |
|         | Giro de Italia  | —    | —     | —    | —    | —     | —    |
|         | Tour de Francia | —    | —     | —    | —    | —     | —    |
|         | Vuelta a España | —    | 102.º | 83.º | Ab.  | 123.º | —    |

—: no participa
Ab.: abandono

## Equipos
- Andalucía (2006-2011)
  - Andalucía-Paul Versán (2006)
  - Andalucía-CajaSur (2007-2010)
  - Andalucía-Caja Granada (2011)